# 威尔顿庄园 (佛罗里达州)
威尔顿庄园（英語：Wilton Manors），是美国佛罗里达州布勞沃德縣下属的一座城市。建立于1947年。面积约为5平方公里（约合1.9平方英里）。根据2010年美国人口普查，该市有人口11,632人。论人口在本州排行第151。